# Operação Carne Fraca
Operação Carne Fraca é uma operação deflagrada pela Polícia Federal do Brasil, e teve início no dia 17 de março de 2017.  Investiga as maiores empresas do ramo — JBS, dona das marcas Seara, Swift, Friboi e Vigor, e a BRF, dona da Sadia e Perdigão —, acusadas de adulterar a carne que vendiam nos mercados interno e externo.  O escândalo da carne adulterada no Brasil envolve mais de trinta empresas alimentícias do país, acusadas de comercializar carne vencida, mudar a data de vencimento, maquiar o aspecto e usar produtos químicos para buscar revenda de carne estragada, além de apontar agentes do governo acusados de liberar estas carnes.
Gravações registraram a interferência do então Ministro da Justiça do governo Michel Temer, Osmar Serraglio, cobrando de um dos chefes do esquema e principal alvo da investigação Daniel Gonçalves Filho, sobre a fiscalização em um dos frigoríficos envolvidos.

## Contexto econômico
O Brasil é o líder mundial em exportação de carne bovina e de frango, e o quarto exportador de carne suína. No ano de 2016 as vendas do setor representaram 7,2% do comércio global.
A holding BRF, controladora de Sadia e Perdigão, possuía no país quarenta e sete fábricas, e sozinha detinha 14% do mercado mundial de aves, exportando para 120 países; já a JBS, controladora das marcas Friboi, Seara, Swift e Pilgrim's Pride, era o maior frigorífero do mundo, enviando carnes para 150 países.
Como efeito imediato o preço das ações das duas empresas liderou as perdas na Ibovespa no dia da operação: 7,25% a BRF e 10,59% a JBS; ambas já vinham de resultados ruins no ano de 2016, e avaliou-se que teriam grande dificuldade para reverter a quebra de confiança.

## Operação Carne Fraca
1.ª Fase – 17 de março de 2017.  A PF realizou a Operação Carne Fraca, divulgada como a maior realizada na história da corporação. Mais de 1 100 policiais federais foram às ruas cumprir 309 mandados em seis estados do Brasil e no Distrito Federal. Os mandados expedidos pela Justiça foram 27 de prisão preventiva, 11 de prisão temporária, 77 de condução coercitiva e 194 de busca e apreensão.
Segundo as investigações, mais de 30 empresas e fiscais do Ministério da Agricultura se beneficiaram do esquema que envolvia liberar a venda da carne imprópria para consumo. A Polícia Federal afirmou que parte da propina liberada no esquema ia para membros do PMDB, partido do presidente da república em exercício, Michel Temer, e do PP, da base aliada. O delegado da Polícia Federal, Maurício Moscardi, lembrou que a responsabilidade pelos atos criminosos contra a população é tanto dos empresários quanto dos agentes públicos. Dentro do Ministério da Agricultura funcionários envolvidos com o esquema removiam fiscais para garantir a continuidade do esquema. A recusa de um fiscal em ser removido, foi o que levou ao começo das investigações. Após a operação ser deflagrada pela PF, 33 servidores foram afastados, e destes, quatro foram exonerados. Três unidades de beneficiamento de carne foram fechadas; a BRF em Mineiros (GO), e as unidades da Peccin em Jaraguá do Sul (SC) e Curitiba (PR).
2.ª Fase (Antídoto) – Em 31 de maio de 2017, a Polícia Federal deflagrou a 2ª fase da Operação, cumprindo três mandados de busca e apreensão e um mandado de prisão preventiva, que é por tempo indeterminado, em Goiás. O principal alvo desta fase foi Francisco Carlos de Assis, ex-superintendente regional do Ministério da Agricultura, Pecuária e Abastecimento (Mapa) no Estado de Goiás. Ele foi flagrado em interceptações telefônicas falando sobre a destruição de provas relevantes para a apuração da Operação Carne Fraca.
3.ª Fase (Trapaça) – Em 5 de março de 2018, a Polícia Federal deflagrou a 3ª fase da Operação, e teve como alvo um esquema de fraudes descoberto na empresa BRF. O ex-presidente da companhia Pedro de Andrade Faria foi um dos dez presos pelos agentes. Foram cumpridos 91 mandados decretados pela Justiça Federal, do Paraná sendo 11 de prisão temporária, 27 de condução coercitiva e 53 mandados de busca e apreensão em unidades da BRF. Segundo a PF, os investigados podem responder por crimes como  falsidade documental, estelionato qualificado e formação de quadrilha, além de crimes contra a saúde pública.  As apurações decorreram das descobertas das investigações da PF da primeira e segunda fase que tinham dezenas de frigoríficos como alvos.

## Reações

### Nacional
Autoridades alertaram para a imagem que o escândalo pode causar no setor agroindustrial nacional e seus possíveis impactos na economia.
As ações da JBS, na BM&FBovespa fecharam o dia 17 de março em queda de mais de 11%, as BRF seguiram as da JBS e também caíram quase 8%.  Somente neste dia, a JBS teve um perda de valor de mercado de R$ 3,456 bilhões, enquanto a BRF teve uma perda de R$ 2,31 bilhões.

### Internacional
O periódico New York Times afirmou que o escândalo "lança dúvidas sobre a indústria do agronegócio no Brasil, na já afetada economia nacional, devido a outros escândalos", além de mencionar o vínculo das propinas originadas no esquema, com o partido do presidente do Brasil.
O jornal britânico Financial Times falou no mesmo tom do New York Times e também levantou dúvidas sobre o futuro da indústria da carne no Brasil.
O também britânico The Telegraph citou as acusações de corrupção para manter a carne podre no mercado e seu vínculo com funcionários do governo federal, fato que também foi lembrado pelo jornal estadunidense Washington Post.
Segundo o ministro Blairo Maggi, a União Europeia solicitou ao governo brasileiro uma reunião de emergência para esclarecimentos sobre a operação policial e as investigações sobre as fraudes.

### Governo

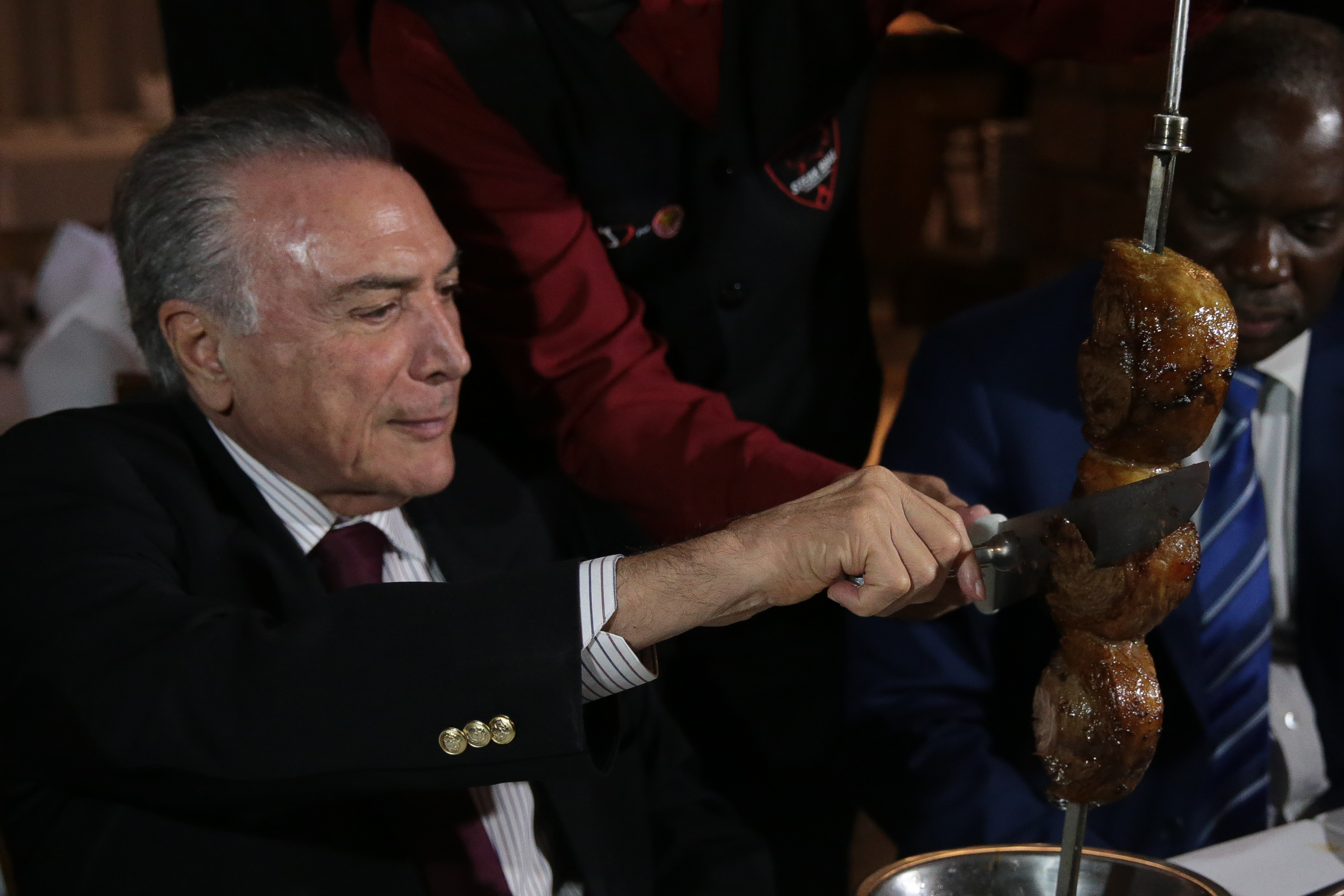
Em 19 de março de 2017, o presidente Michel Temer jantou em uma churrascaria com ministros e embaixadores, visando suavizar os efeitos da Operação Carne Fraca.

O ministro da Agricultura, Pecuária e Abastecimento, Blairo Maggi, do Partido Progressista, afirmou no dia 18 de março, em Cuiabá que alguns servidores se desviaram de suas funções, e afirmou que não deixará de consumir e recomendo o consumo de carne brasileira, afirmando que não há risco nenhum.
O gerente de Relações Internacionais e Governamentais da BRF, Roney Nogueira dos Santos, foi preso pela Polícia Federal no dia 18 de março no Aeroporto Internacional de Guarulhos após desembarcar vindo do exterior.
O presidente Michel Temer, no dia 19 de março, após reunião com embaixadores, anunciou uma força-tarefa para investigar alvos da Carne Fraca.

## Doações a políticos
As principais empresas investigadas e alvos da operação Carne Fraca doaram 393 milhões de reais a políticos nas eleições gerais em 2014. O maior beneficiário foi o PT com 60,7 milhões de reais. O PMDB ficou em segundo lugar com 59,1 milhões de reais e em seguida o PSDB com 58,1 milhões de reais.  O PP e o PR receberam 38,1 e 24,4 milhões de reais respectivamente.
Dentre os candidatos, os políticos filiados ao PT foram os que mais receberam, totalizando 60,6 milhões, enquanto políticos do PMDB 6,9 milhões, do PSDB 3,3 milhões de reais, do PSD 3,1 milhões de reais e do PROS 1,6 milhão de reais.